# Bry-sur-Marne

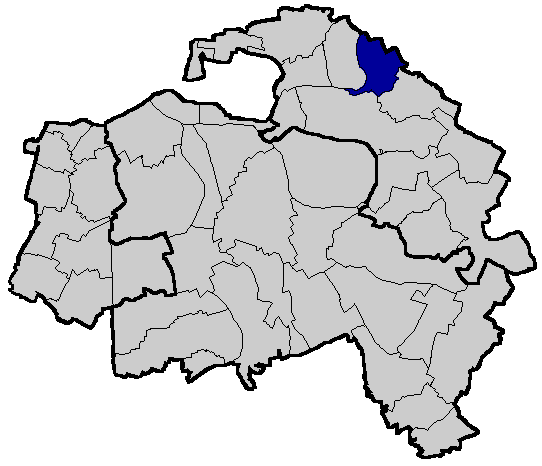
Localització de Bry-sur-Marne a la Val-de-Marne

Bry-sur-Marne és un municipi francès, situat al departament de Val-de-Marne i a la regió de l'Illa de França.
Forma part del cantó de Villiers-sur-Marne i del districte de Nogent-sur-Marne. I des del 2016, de la divisió Paris-Est-Marne et Bois de la Metròpoli del Gran París.